# Holcocera punctiferella
Holcocera punctiferella é uma espécie de mariposa do gênero Holcocera pertencente à família Coleophoridae.